# Charadrius pecuarius
Charadrius pecuarius là một loài chim trong họ Charadriidae.

## Hình ảnh

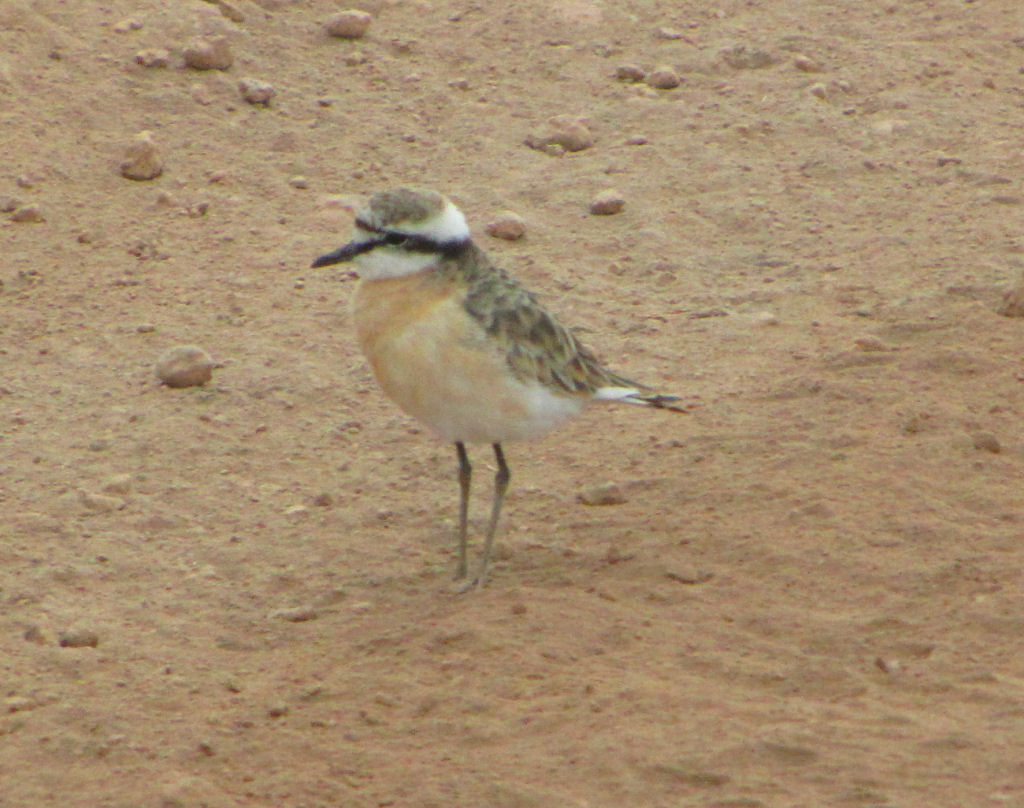
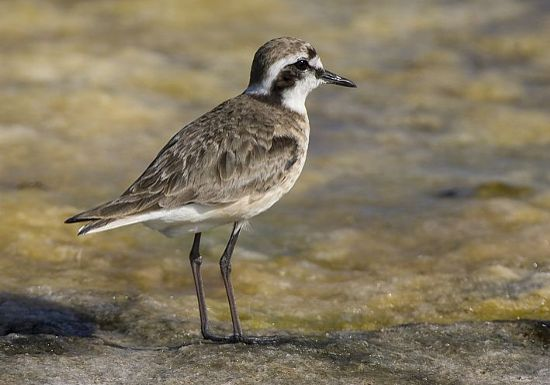
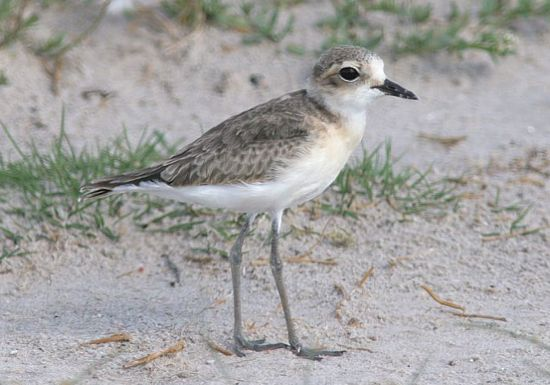